# Liste von Persönlichkeiten des Karlsruher Instituts für Technologie
Auf dieser Liste finden sich ehemalige und gegenwärtige bekannte Angehörige des Karlsruher Instituts für Technologie (KIT).
| Name                           | Lebensdaten | Tätigkeit                                                      | Verbindung zum KIT                                                                              |
| ------------------------------ | ----------- | -------------------------------------------------------------- | ----------------------------------------------------------------------------------------------- |
| A                              |             |                                                                |                                                                                                 |
| Reinhart Ahlrichs              | 1940–2016   | Chemiker                                                       | Professor für Theoretische Chemie (1975–2008)                                                   |
| Engelbert Arnold               | 1856–1911   | Elektroingenieur                                               | Professor am Elektrotechnischen Institut                                                        |
| Günter Aumann                  | * 1952      | Mathematiker                                                   | Professor für Mathematik (seit 1989)                                                            |
| B                              |             |                                                                |                                                                                                 |
| Johann Jakob Balmer            | 1825–1898   | Mathematiker, Physiker                                         | Absolvent Physik                                                                                |
| Siegfried Bauer                | 1961–2018   | Physiker                                                       | Absolvent Physik                                                                                |
| Reinhard Baumeister            | 1833–1917   | Bauingenieur, Stadtplaner                                      | Professor                                                                                       |
| Hermann Baumgarten             | 1825–1893   | Historiker                                                     | Professor                                                                                       |
| Henri Bava                     | * 1957      | Landschaftsarchitekt                                           | Professor für Landschaftsarchitektur                                                            |
| Adolf Bayer                    | 1909–1999   | Architekt                                                      | Professor                                                                                       |
| Klaus J. Beckmann              | * 1948      | Stadt- und Verkehrsplaner                                      | Professor                                                                                       |
| Alexander Behm                 | 1880–1952   | Physiker                                                       | Absolvent Physik                                                                                |
| Carl Benz                      | 1844–1929   | Ingenieur, Automobilpionier                                    | Absolvent Maschinenbau, Ehrendoktor                                                             |
| Thomas Beth                    | 1949–2005   | Mathematiker                                                   | Professor                                                                                       |
| Hermann Billing                | 1867–1946   | Architekt, Designer                                            | Professor                                                                                       |
| Ferdinand Braun                | 1850–1918   | Physiker, Elektrotechniker                                     | Professor, Nobelpreisträger                                                                     |
| Georg Bredig                   | 1868–1944   | Physiochemiker                                                 | Professor                                                                                       |
| Ernst Brüche                   | 1900–1985   | Physiker                                                       | Professor                                                                                       |
| Martin Brudermüller            | * 1961      | Chemiker, Manager                                              | Absolvent Chemie                                                                                |
| Werner Buckel                  | 1920–2003   | Physiker                                                       | Professor und Direktor des Physikalischen Instituts (1960–1985)                                 |
| Hans Bunte                     | 1848–1925   | Chemiker                                                       | Professor                                                                                       |
| Wolfgang Bürger                | 1931–2022   | Physiker, Sachbuchautor                                        | Professor                                                                                       |
| Walter Bußmann                 | 1914–1993   | Historiker                                                     | Professor                                                                                       |
| C                              |             |                                                                |                                                                                                 |
| Dan Cacuci                     | * 1948      | Kerntechnikingenieur                                           | Professor                                                                                       |
| Alfred Clebsch                 | 1833–1872   | Mathematiker                                                   | Professor                                                                                       |
| Xiaoqun Clever                 | * 1970      | Managerin                                                      | Absolventin Informatik                                                                          |
| Jo Coenen                      | * 1949      | Architekt, Städteplaner                                        | Professor                                                                                       |
| Rudolf Criegee                 | 1902–1975   | Chemiker                                                       | Professor für Organische Chemie (1947–1969)                                                     |
| D                              |             |                                                                |                                                                                                 |
| Stefanie Dehnen                | * 1969      | Chemikerin                                                     | Absolventin Chemie, Direktorin KIT                                                              |
| Franz Dischinger               | 1887–1953   | Bauingenieur                                                   | Professor                                                                                       |
| Klaus Dittrich                 | 1950–2007   | Informatiker                                                   | Professor                                                                                       |
| Olaf Dössel                    | * 1954      | Biomediziner                                                   | Professor                                                                                       |
| Rolf Dräger                    | –1970       | Ingenieur                                                      | Professor                                                                                       |
| Heinz Draheim                  | 1915–2012   | Geodät                                                         | Professor für Geodäsie (1959–65), Dekan (1965–66) und Rektor (1968–83)                          |
| Thomas Dreier                  | * 1957      | Jurist                                                         | Professor                                                                                       |
| Mirko Drotschmann              | * 1986      | Journalist                                                     | Absolvent Geschichte und Kulturwissenschaft                                                     |
| Georg Duffing                  | 1861–1944   | Ingenieur, Erfinder                                            | Absolvent Maschinenbau                                                                          |
| Josef Durm                     | 1837–1919   | Architekt, Bauforscher, Baubeamter                             | Professor                                                                                       |
| E                              |             |                                                                |                                                                                                 |
| Wolfgang Eichhorn              | * 1933      | Wirtschaftsmathematiker, Ökonom                                | Professor                                                                                       |
| Egon Eiermann                  | 1904–1970   | Architekt                                                      | Professor                                                                                       |
| Martin Einsele                 | 1928–2000   | Stadtplaner                                                    | Professor                                                                                       |
| Friedrich Eisenlohr            | 1805–1854   | Architekt                                                      | Professor                                                                                       |
| Arwed Emminghaus               | 1831–1916   | Nationalökonom, Journalist                                     | Professor                                                                                       |
| Carl Engler                    | 1842–1925   | Chemiker, Politiker                                            | Professor                                                                                       |
| Hanns Peter Euler              | * 1941      | Soziologe, Betriebswirt                                        | Professor                                                                                       |
| F                              |             |                                                                |                                                                                                 |
| Kasimir Fajans                 | 1887–1975   | Physikochemiker                                                | Professor                                                                                       |
| Franz Fehrenbach               | * 1949      | Manager                                                        | Absolvent Wi-Ing.                                                                               |
| Friedrich Theodor Fischer      | 1803–1867   | Architekt, Baubeamter                                          | Professor                                                                                       |
| Hellmuth Fischer               | 1902–1976   | Chemiker                                                       | Professor                                                                                       |
| Otto Föllinger                 | 1924–1999   | Mathematiker, Regelungstechniker, Lehrbuchautor                | Professor                                                                                       |
| Ute Frank                      | * 1952      | Architektin, em. Universitätsprofessorin                       | Studentin (1969–1975)                                                                           |
| Hans Freese                    | 1889–1953   | Architekt                                                      | Professor                                                                                       |
| Walther Peter Fuchs            | 1905–1997   | Historiker                                                     | Professor                                                                                       |
| G                              |             |                                                                |                                                                                                 |
| Wolfgang Gaede                 | 1878–1945   | Physiker                                                       | Professor                                                                                       |
| Alexander Gerst                | * 1976      | Geophysiker, Vulkanologe, Astronaut                            | Absolvent Physik                                                                                |
| Christian Gerthsen             | 1894–1956   | Physiker, Lehrbuchautor                                        | Professor                                                                                       |
| Robert Gerwig                  | 1820–1885   | Bauingenieur, Politiker                                        | Absolvent Bauingenieurwesen und Geologie                                                        |
| Gerhard Goos                   | 1937–2020   | Informatiker                                                   | Professor                                                                                       |
| Franz Grashof                  | 1826–1893   | Maschinenbauer                                                 | Professor                                                                                       |
| Hariolf Grupp                  | 1950–2009   | Wirtschaftswissenschaftler                                     | Professor                                                                                       |
| Gerd Gudehus                   | * 1938      | Ingenieurwissenschaftler                                       | Professor                                                                                       |
| Fritz-Rudolf Güntsch           | 1925–2012   | Computer-Pionier, Industrie- und Wissenschaftsmanager          | Absolvent Physik                                                                                |
| H                              |             |                                                                |                                                                                                 |
| Fritz Haber (NP)               | 1868–1934   | Chemiker                                                       | Professor / Nobelpreisträger                                                                    |
| Hermann H. Hahn                | * 1940      | Ingenieur                                                      | ordentlicher Professor                                                                          |
| Fritz Haller                   | 1924–2012   | Architekt, Möbeldesigner                                       | Professor                                                                                       |
| Georg Hamel                    | 1877–1954   | Mathematiker                                                   | Professor                                                                                       |
| Heike Hanagarth                | * 1959      | Ingenieurin                                                    | Absolventin Maschinenbau                                                                        |
| Gerald H. Haug                 | * 1968      | Paläoklimatologe, Gottfried-Wilhelm-Leibniz-Preis-Preisträger  | Absolvent Bauingenieurwesen und Geologie                                                        |
| Hans Hausrath                  | 1866–1945   | Forstwissenschaftler                                           | Professor                                                                                       |
| Roman Friedrich Heiligenthal   | 1880–1951   | Architekt, Stadtplaner                                         | Professor                                                                                       |
| Werner Heimann                 | 1912–1985   | Lebensmittelchemiker                                           | ordentlicher Professor                                                                          |
| Norbert Henze                  | * 1951      | Mathematiker                                                   | Professor                                                                                       |
| Heinrich Hertz                 | 1857–1894   | Physiker                                                       | Professor                                                                                       |
| Hermann Gerhard Hertz          | 1922–1999   | Physikochemiker                                                | Professor                                                                                       |
| Karl Heun                      | 1859–1929   | Mathematiker                                                   | Professor                                                                                       |
| Harro Heuser                   | 1927–2011   | Mathematiker                                                   | Professor                                                                                       |
| Karl August Hoepfner           | 1880–1945   | Tiefbauingenieur, Stadtplaner                                  | Professor                                                                                       |
| Max Honsell                    | 1843–1910   | Wasserbauingenieur                                             | Absolvent Bauingenieurwesen und Geologie, Professor                                             |
| Dietmar Hopp                   | * 1940      | Unternehmer und Mäzen                                          | Absolvent                                                                                       |
| Albrecht Hornbach              | * 1954      | Unternehmer                                                    | Absolvent Bauingenieurwesen und Geologie / Maschinenbau                                         |
| Bernhard Howaldt               | 1850–1908   | Unternehmer                                                    | Absolvent Maschinenbau                                                                          |
| Heinrich Hübsch                | 1795–1863   | Architekt, Baubeamter                                          | Professor                                                                                       |
| I                              |             |                                                                |                                                                                                 |
| Henning Illies                 | 1924–1982   | Geologe                                                        | Professor, Direktor des Geologischen Instituts                                                  |
| J                              |             |                                                                |                                                                                                 |
| Leopold Just                   | 1841–1891   | Botaniker                                                      | Professor, Rektor                                                                               |
| K                              |             |                                                                |                                                                                                 |
| Angelika Kalt                  |             | Geowissenschaftlerin                                           | Absolventin Geowissenschaften                                                                   |
| Charlotte Kämpf                | * 1954      | Biologin und Umweltwissenschaftlerin                           | Institutsleiterin und Dozentin für Umweltwissenschaften                                         |
| Amel Karboul                   | * 1973      | Unternehmerin, Unternehmensberaterin und Politikerin           | Absolventin Maschinenbau                                                                        |
| Dieter Kienast                 | 1945–1998   | Landschaftsarchitekt                                           | Professor für Landschaftsarchitektur                                                            |
| Christian Kirchberg            | * 1947      | Jurist                                                         | Professor                                                                                       |
| Emil Kirschbaum                | 1900–1970   | Verfahrenstechniker                                            | Professor                                                                                       |
| Manfred Klinkott               | * 1936      | Bauforscher und Bauhistoriker                                  | Professor                                                                                       |
| Jan Knopf                      | * 1944      | Literaturwissenschaftler                                       | Professor                                                                                       |
| Hans Kollhoff                  | * 1946      | Architekt                                                      | Absolvent Architektur                                                                           |
| Carl Koopmann                  | 1797–1894   | Historien- und Porträtmaler                                    | Professor                                                                                       |
| Andreas Krawczyk               | * 197?      | Architekt                                                      | Vertretungsprofessor (2017–2018)                                                                |
| Hans A. Krässig                | 1919–2004   | Chemiker                                                       | Absolvent Chemie                                                                                |
| Gerhard Krüger                 | 1933–2013   | Informatiker                                                   | Professor                                                                                       |
| Heinz Kunle                    | 1928–2012   | Mathematiker                                                   | Professor für Geometrie (1962–65), Dekan (1965–67), Prorektor (1970–75), Rektor (1983–94)       |
| L                              |             |                                                                |                                                                                                 |
| Johann Friedrich Ladomus       | 1783–1854   | Mathematiker                                                   | Professor, stellvertretender Direktor 1825–1827, an der Konzeption des Polytechnikums beteiligt |
| Gadso Lammers                  | 1918–2011   | Bauingenieur                                                   | Professor                                                                                       |
| Heinrich Lang                  | 1824–1893   | Architekt                                                      | Professor                                                                                       |
| Étienne Laspeyres              | 1834–1913   | Nationalökonom und Statistiker                                 | Professor                                                                                       |
| Robert Lauterborn              | 1869–1952   | Hydrobiologe, Zoologe, Botaniker und Wissenschaftshistoriker   | Professor am Forstzoologischen Institut                                                         |
| Wilhelm August Lay             | 1862–1926   | Pädagogik und Erziehungswissenschaftler                        | Absolvent Pädagogik                                                                             |
| Max Le Blanc                   | 1865–1943   | Elektrochemiker                                                | Professor                                                                                       |
| Rolf Lederbogen                | 1928–2012   | Designer und Architekt                                         | Professor                                                                                       |
| Arno Lederer                   | 1947–2023   | Architekt                                                      | Professor                                                                                       |
| Otto Lehmann                   | 1855–1922   | Physiker                                                       | Professor                                                                                       |
| Jean-Marie Lehn                | * 1939      | Physiker                                                       | Professor, Nobelpreisträger                                                                     |
| Julius Lehr                    | 1845–1894   | Forstwissenschaftler und Nationalökonom                        | Professor                                                                                       |
| Ulrich Lemmer                  | * 1964      | Elektrotechniker                                               | Professor                                                                                       |
| Hans Lenk                      | 1935–2024   | Philosoph                                                      | Professor                                                                                       |
| Heinrich-Wolfgang Leopoldt     | 1927–2011   | Mathematiker                                                   | Professor                                                                                       |
| Hans Leussink                  | 1912–2008   | Bauingenieur, Politiker                                        | Professor                                                                                       |
| Wilhelm Leutzbach              | 1922–2009   | Verkehrswissenschaftler                                        | Professor                                                                                       |
| Paul Levi                      | 1944–2024   | Informatiker                                                   | Professor                                                                                       |
| Hubert Liebherr                | * 1950      | Unternehmer und Ingenieur                                      | Absolvent Bauingenieurwesen und Geologie                                                        |
| Rudolf Lill                    | 1934–2020   | Neuzeithistoriker und Kirchengeschichtler                      | Professor                                                                                       |
| Bettina Lisbach                | * 1964      | Geoökologin                                                    | Absolventin Geowissenschaften                                                                   |
| Peter Lockemann                | 1935–2025   | Informatiker                                                   | Professor                                                                                       |
| Dieter Ludwig                  | 1939–2020   | Ingenieur, Verkehrsplaner                                      | Absolvent Bauingenieurwesen und Geologie                                                        |
| M                              |             |                                                                |                                                                                                 |
| Roland Mack                    | * 1949      | Unternehmer                                                    | Absolvent Maschinenbau                                                                          |
| Eduard Maier                   | * 1951      | Origamikünstler und Verleger                                   | Absolvent Mathematik                                                                            |
| Gunter Malle                   | * 1960      | Mathematiker                                                   | Absolvent Mathematik                                                                            |
| Gunnar Martinsson              | 1924–2012   | Gartenarchitekt                                                | Professor                                                                                       |
| Eduard Maurer                  | 1886–1969   | Chemiker und Metallurg                                         | Professor                                                                                       |
| Heinrich Meichelt              | 1805–1880   | Landschaftsmaler und Kunstpädagoge                             | Professor                                                                                       |
| Klaus-Jürgen Melullis          | * 1944      | Rechtswissenschaftler                                          | Professor                                                                                       |
| Lothar Meyer                   | 1830–1895   | Arzt und Chemiker                                              | Professor                                                                                       |
| August Michaelis               | 1847–1916   | Chemiker                                                       | Professor                                                                                       |
| Markus Miele                   | * 1968      | Wirtschaftsingenieur, Unternehmer                              | Absolvent                                                                                       |
| Dieter A. Mlynski              | 1932–2024   | Ingenieur und Physiker                                         | ordentlicher Professor für Theoretische Elektrotechnik                                          |
| Hans Molly                     | 1902–1994   | Ingenieur                                                      | Professor                                                                                       |
| Meinrad Morger                 | * 1957      | Architekt                                                      | Professor                                                                                       |
| Emil Mosonyi                   | 1910–2009   | Wasserbauingenieur                                             | Professor                                                                                       |
| Klaus-Robert Müller            | * 1964      | Informatiker und Physiker                                      | Absolvent Informatik, Physik                                                                    |
| Sebastian Multerer             | * 1979      | Architekt                                                      | Vertretungsprofessor für Stadt und Wohnen                                                       |
| Hans Musso                     | 1925–1988   | Chemiker                                                       | Professor                                                                                       |
| Alexander Mühlbauer            | * 1998      | Architekt                                                      | Assistent von Prof. Schifferli (2025–)                                                          |
| Hans Müller-Steinhagen         | * 1954      | Maschinenbauingenieur                                          | Absolvent Maschinenbau                                                                          |
| N                              |             |                                                                |                                                                                                 |
| Joachim Nagel                  | * 1966      | Volkswirt                                                      | Absolvent                                                                                       |
| Magdalena Neff                 | 1881–1966   | Apothekerin                                                    | Absolventin Pharmazie; erste Studentin hier und erste Apothekerin                               |
| Rainer Neske                   | * 1964      | Betriebswirt und Bankmanager                                   | Absolvent                                                                                       |
| Britta Nestler                 | * 1972      | Mathematikerin                                                 | Professorin                                                                                     |
| Peter Nick                     | * 1962      | Molekularbiologe                                               | Professor                                                                                       |
| Hermann Nicolai                | * 1952      | Physiker                                                       | Absolvent                                                                                       |
| Thomas Nipperdey               | 1927–1992   | Historiker                                                     | Professor                                                                                       |
| Fritz Noether                  | 1884–1941   | Mathematiker                                                   | Absolvent Mathematik                                                                            |
| Wilhelm Nußelt                 | 1882–1957   | Physiker                                                       | Professor                                                                                       |
| O                              |             |                                                                |                                                                                                 |
| Friedrich Ostendorf            | 1871–1915   | Architekt, Architekturtheoretiker                              | Professor                                                                                       |
| Martin Odersky                 | * 1985      | Informatiker                                                   | Professor für Informatik 1993–1997                                                              |
| P                              |             |                                                                |                                                                                                 |
| Wilhelm Paulcke                | 1873–1949   | Geologe, Lawinenforscher und Pionier des alpinen Skilaufs      | Professor                                                                                       |
| Michaela Pfadenhauer           | * 1968      | Soziologin                                                     | Professorin                                                                                     |
| Simon Pierro                   | * 1978      | Zauberkünstler, Moderator und Vortragsredner                   | Absolvent Wi-Ing.                                                                               |
| Hasso Plattner                 | * 1944      | Wirtschaftsinformatiker und Unternehmer                        | Absolvent                                                                                       |
| Michael Polanyi                | 1891–1976   | Chemiker und Philosoph                                         | Absolvent Chemie                                                                                |
| Georg Pollich                  | 1928–2025   | Architekt                                                      | Absolvent Architektur                                                                           |
| Hanns-Peter Popp               | 1936–2024   | Physiker                                                       | ordentlicher Professor für Lichttechnik und physikalische Elektronik                            |
| Siegfried Popper               | 1848–1933   | Schiffskonstrukteur der kuK Marine                             | Absolvent                                                                                       |
| Julius Preller                 | 1834–1914   | Landschaftsmaler                                               | Absolvent                                                                                       |
| Q                              |             |                                                                |                                                                                                 |
| Stefan Quandt                  | * 1966      | Wirtschaftsingenieur, Unternehmer                              | Absolvent                                                                                       |
| R                              |             |                                                                |                                                                                                 |
| Eberhard Raetz                 | * 1938      | Chemiker und Schriftsteller                                    | Absolvent Chemie                                                                                |
| Franz Josef Radermacher        | * 1950      | Wirtschaftswissenschaftler, Informatiker                       | Absolvent                                                                                       |
| Ferdinand Redtenbacher         | 1809–1863   | Maschinenbauer                                                 | Professor, Direktor (1857–1863)                                                                 |
| Theodor Rehbock                | 1864–1950   | Wasserbauingenieur                                             | Professor                                                                                       |
| Ulrich Rembold                 | 1929–2002   | Ingenieur- und Informationswissenschaftler                     | Professor                                                                                       |
| János Rétey                    | 1934–2022   | Biochemiker                                                    | Professor                                                                                       |
| Franz Reuleaux                 | 1829–1905   | Maschinenbauingenieur                                          | Absolvent Maschinenbau                                                                          |
| Michael Rogowski               | 1939–2021   | Wirtschaftsingenieur und Manager                               | Absolvent                                                                                       |
| Günter Ropohl                  | 1939–2017   | Technikphilosoph und Ingenieur                                 | Professor                                                                                       |
| Irene Rosenberg                | 1890–1986   | Chemikerin                                                     | Absolvent Chemie, erster weibl. Doktor                                                          |
| Hans Rumpf                     | 1911–1976   | Verfahrenstechniker                                            | Professor                                                                                       |
| Wolfgang Ruppel                | 1929–2021   | Experimentalphysiker                                           | Professor                                                                                       |
| Leopold Ružička                | 1887–1976   | Chemiker                                                       | Absolvent Chemie, Doktorand                                                                     |
| S                              |             |                                                                |                                                                                                 |
| Peter Sanders                  | * 1967      | Informatiker                                                   | Absolvent Informatik, Professor                                                                 |
| Carl Schäfer                   | 1844–1908   | Architekt                                                      | Professor                                                                                       |
| Bernhard Schäfers              | * 1939      | Soziologe                                                      | Professor                                                                                       |
| Ole Scheeren                   | * 1971      | Architekt                                                      | Absolvent Architektur                                                                           |
| Erich Schelling                | 1904–1986   | Architekt                                                      | Absolvent Architektur                                                                           |
| Thekla Schild                  | 1890–1991   | Architektin                                                    | Absolventin Architektur                                                                         |
| Detlef Schmid                  | 1934–2018   | Informatiker                                                   | Professor                                                                                       |
| Bernd Schmidbauer              | * 1939      | Lehrer, Politiker                                              | Lehramtsstudent, Absolvent Physik, Chemie, Biologie                                             |
| Hans Schmidberger              | 1925–2024   | Architekt                                                      | Professor                                                                                       |
| Maurus Schifferli              | * 1973      | Landschaftsarchitekt                                           | Professor für Landschaftsarchitektur und Entwerfen                                              |
| Josef Schmithüsen              | 1909–1984   | Geograph                                                       | Professor                                                                                       |
| Karl-Heinz Schmitz             | * 1949      | Architekt                                                      | Absolvent Architektur                                                                           |
| Franz Schnabel                 | 1887–1966   | Historiker                                                     | Professor                                                                                       |
| Norbert Schneider              | 1945–2019   | Kunsthistoriker                                                | Professor                                                                                       |
| Manfred Schoch                 | * 1955      | Gewerkschafter                                                 | Absolvent Wirtschaftsingenieurwesen                                                             |
| Ernst Schröder                 | 1841–1902   | Mathematiker und Logiker                                       | Professor                                                                                       |
| Gerhard Schröder               | 1929–2015   | Chemiker                                                       | Professor                                                                                       |
| Rudolf Schulten                | 1923–1996   | Physiker                                                       | Professor                                                                                       |
| Fritz Schupp                   | 1896–1974   | Architekt                                                      | Absolvent Architektur                                                                           |
| Wilhelm Schürer                | 1886–1975   | Architekt                                                      | Absolvent Architektur                                                                           |
| Adolf Schwab                   | * 1937      | Elektrotechniker                                               | Professor                                                                                       |
| Otto Ernst Schweizer           | 1890–1965   | Architekt und Baubeamter                                       | Professor                                                                                       |
| Dieter Seebach                 | * 1937      | Chemiker                                                       | Promotion, Habilitation                                                                         |
| Amin Shokrollahi               | * 1964      | Mathematiker und Informatiker                                  | Absolvent Mathematik                                                                            |
| Nikolaus Simon                 | 1935–2017   | Architekt                                                      | Absolvent Architektur                                                                           |
| Emil von Škoda                 | 1839–1900   | Ingenieur und Industrieller                                    | Absolvent Maschinenbau                                                                          |
| Albert Speer                   | 1905–1981   | Architekt und Politiker                                        | Absolvent Architektur                                                                           |
| Indra Spiecker genannt Döhmann | * 1970      | Rechtswissenschaftlerin                                        | Professorin                                                                                     |
| Helmut F. Spinner              | * 1937      | Philosoph, Wissenschaftstheoretiker und Soziologe              | Professor                                                                                       |
| Carsten Spohr                  | * 1966      | Wirtschaftsingenieur und Luftfahrtmanager                      | Absolvent                                                                                       |
| Hermann Staudinger             | 1881–1965   | Chemiker                                                       | Professor, Nobelpreisträger                                                                     |
| Peter Steinbach                | * 1948      | Historiker und Politikwissenschaftler                          | Professor                                                                                       |
| Karl Steinbuch                 | 1917–2005   | Kybernetiker, Nachrichtentechniker und Informationstheoretiker | Professor                                                                                       |
| Alfred Stock                   | 1876–1946   | Chemiker                                                       | Professor                                                                                       |
| Rudi Studer                    | * 1951      | Informatiker                                                   | Professor                                                                                       |
| T                              |             |                                                                |                                                                                                 |
| Edward Teller                  | 1908–2003   | Physiker, „Vater der Wasserstoffbombe“                         | Absolvent Chemieingenieurwesen, Physik                                                          |
| Hans Thoma                     | 1887–1973   | Elektroingenieur                                               | Professor                                                                                       |
| August Thyssen                 | 1842–1926   | Industrieller                                                  | Absolvent Maschinenbau                                                                          |
| Walter F. Tichy                | * 1952      | Informatiker                                                   | Professor                                                                                       |
| Klaus Tschira                  | 1940–2015   | Unternehmer                                                    | Absolvent Physik, Ehrensenator                                                                  |
| Johann Gottfried Tulla         | 1770–1828   | Wasserbauingenieur                                             | Professor                                                                                       |
| U                              |             |                                                                |                                                                                                 |
| Bodo Uebber                    | * 1959      | Wirtschaftsingenieur, Manager                                  | Absolvent Wi-Ing.                                                                               |
| Ottokar Uhl                    | 1931–2011   | Architekt                                                      | Professor                                                                                       |
| Oswald Mathias Ungers          | 1926–2007   | Architekt und Architekturtheoretiker                           | Absolvent Architektur                                                                           |
| V                              |             |                                                                |                                                                                                 |
| Hans Vogt                      | 1913–1991   | Pharmazeut                                                     | ordentlicher Professor für Pharmazeutische Verfahrenstechnik (ab 1967)                          |
| Wilhelm Ludwig Volz            | 1799–1855   | Offizier, Maschinenbauer                                       | Professor (1825–1837), Direktor (1837–1840)                                                     |
| W                              |             |                                                                |                                                                                                 |
| Dorothea Wagner                | * 1957      | Informatikerin                                                 | Professorin                                                                                     |
| Wolfgang Wagner                | * 1959      | Elektrotechniker und Medienmanager                             | Absolvent Elektrotechnik                                                                        |
| Michael Waidner                | * 1961      | Informatiker                                                   | Absolvent Informatik, Promotion                                                                 |
| Wolfgang Walter                | 1927–2010   | Mathematiker                                                   | Professor                                                                                       |
| Peter Wapnewski                | 1922–2012   | Germanistischer Mediävist                                      | Professor                                                                                       |
| Martin Wegener                 | * 1961      | Physiker                                                       | Professor                                                                                       |
| Friedrich Weinbrenner          | 1766–1826   | Architekt, Stadtplaner                                         | Professor                                                                                       |
| Christof Weinhardt             | * 1961      | Wirtschaftsingenieur                                           | Professor                                                                                       |
| Karl Weltzien                  | 1813–1870   | Chemiker                                                       | Professor                                                                                       |
| Siegfried Wendt                | * 1940      | Informatiker                                                   | Professor                                                                                       |
| Gerhard Wenz                   | * 1953      | Chemiker und Politiker                                         | Absolvent, Professor                                                                            |
| Götz Werner                    | 1944–2022   | Unternehmer (dm)                                               | Professor                                                                                       |
| Julius Wess                    | 1934–2007   | Physiker                                                       | Professor                                                                                       |
| Herbert Wetterauer             | * 1957      | Maler, Bildhauer und Autor                                     | Absolvent Germanistik                                                                           |
| Rolf Wideröe                   | 1902–1996   | Ingenieur, Physiker                                            | Absolvent                                                                                       |
| Sigmar Wittig                  | * 1940      | Maschinenbauingenieur                                          | Professor, Rektor                                                                               |
| Ulrike Wulf-Rheidt             | 1963–2018   | Bauforscherin                                                  | Absolvent Architektur, Promotion                                                                |
| Reinhold Würth                 | * 1935      | Unternehmer                                                    | Professor                                                                                       |
| X                              |             |                                                                |                                                                                                 |
| …                              |             |                                                                |                                                                                                 |
| Y                              |             |                                                                |                                                                                                 |
| …                              |             |                                                                |                                                                                                 |
| Z                              |             |                                                                |                                                                                                 |
| Helmut Zahn                    | 1916–2004   | Chemiker                                                       | Absolvent Chemie, Promotion                                                                     |
| Dieter Zetsche                 | * 1953      | Manager                                                        | Absolvent Elektrotechnik, Promotion                                                             |
| Jürgen Zierep                  | 1929–2021   | Ingenieur und Hochschullehrer                                  | Professor für Strömungslehre, ab 1963 Ordinarius                                                |
| Werner Zorn                    | * 1942      | Informatiker und Internet-Pionier                              | Professor                                                                                       |
| Raphael Zuber                  | * 1973      | Architekt                                                      | Assistent von Schifferli (2025–)                                                                |
|                                |             |                                                                |                                                                                                 |